# Kirchspielslandgemeinde Burg (bis 1934)
Die Kirchspielslandgemeinde Burg war eine Gemeinde im Kreis Süderdithmarschen (vom 1. Oktober 1932 bis zum 30. September 1933 Kreis Dithmarschen) in der preußischen Provinz Schleswig-Holstein. 

## Geographie

### Fläche und Einwohnerzahl
Die Kirchspielslandgemeinde hatte am 16. Juni 1925 insgesamt 4340 Einwohner an 16 Wohnplätzen. Am 1. Oktober 1930 betrug ihre Fläche 49,98 km2.

### Nachbargemeinden
Nachbargemeinden waren im Uhrzeigersinn im Norden beginnend die Kirchspielslandgemeinde Süderhastedt (im Kreis Süderdithmarschen), die Gemeinden Gribbohm, Wacken (Exklave), Vaale, Bokhorst (Exklave), Aebtissinwisch und Ecklak (alle im Kreis Steinburg) sowie die Kirchspielslandgemeinden Eddelak und Marne (beide wiederum im Kreis Süderdithmarschen).

## Geschichte
Mit der Verordnung vom 22. September 1867 wurden in der preußischen Provinz Schleswig-Holstein die selbständigen Landgemeinden eingeführt. Anders als im übrigen Provinzgebiet gab es im Westen Schleswig-Holsteins, nämlich in Dithmarschen und im Kreis Husum, eine besondere Form der kommunalen Verwaltung. Diese wurde unangetastet übernommen. So wurden aus den Gebieten der Kirchspiele, in denen bereits weltliche Strukturen vorhanden waren, politische Gemeinden, die Kirchspielslandgemeinden.
Die in den Kirchspielslandgemeinden als "Untereinheit" vorhandenen Dorfschaften und Dorfgemeinden wurden am 1. April 1934 zu selbständigen Gemeinden/Landgemeinden. An diesem Tag wurde ebenfalls die Kirchspielslandgemeinde Burg aufgelöst. Es wurden an ihrer Stelle die Gemeinden Brickeln, Buchholz, Burg in Dithmarschen, Kuden und Quickborn neu gebildet.